# 巴西尼亚纳
巴西尼亚纳（義大利語：Bassignana），是意大利亚历山德里亚省的一个市镇。总面积28.11平方公里，人口1786人，人口密度63.5人/平方公里（2009年）。ISTAT代码为006013。